# Helicodonta
Helicodonta is een geslacht van weekdieren uit de klasse van de Gastropoda (slakken).

## Soort
- Helicodonta obvoluta (O. F. Müller, 1774)